# Aldred-Syndrom
Das Aldred-Syndrom ist eine sehr seltene angeborene, zu den Syndromalen X-chromosomalen mentalen Retardierungen zählende Erkrankung mit den Hauptmerkmalen mäßig ausgeprägte geistige Behinderung und früh beginnende, schwere Retinitis pigmentosa.
Synonyme sind: Geistige Retardierung, X-chromosomale - Retinitis pigmentosa; Retinitis pigmentosa und Intelligenzminderung bei del(X)(p11.3); Retinitis pigmentosa und Intelligenzminderung durch Mikrodeletion Xp11.3 ; Retinitis pigmentosa und Intelligenzminderung durch Monosomie Xp11.3; Chromosome Xp11.3 deletion syndrome, Mikrodeletion an p11.3
Die Bezeichnung bezieht sich auf den Erstautoren der Erstbeschreibung aus dem Jahre 1994 durch den englischen Humangenetiker M. A. Aldred und Mitarbeiter.

## Verbreitung
Die Häufigkeit wird mit unter 1 zu 1.000.000 angegeben, bislang wurden Betroffene aus einer Familie aus 3 Generationen beschrieben. Die Vererbung erfolgt X-chromosomal rezessiv.

## Ursache
Der Erkrankung liegen Deletionen im X-Chromosom am Genort p11.3 zugrunde.